# Mipham Čhökji Wangčhug
Mipham Čhökji Wangčhug (1584–1630) byl tibetský buddhistický meditační mistr a učenec linie Kagjüpy – jedné ze čtyř hlavních škol tibetského buddhismu. Byl šestým Šamarem rinpočhem.

## Život
Šestou inkarnaci šamarpy uznal devátý Karmapa. Rodiště šestého šamarpy bylo v Drikungu v centrálním Tibetu. Šamarpa v šestnácti letech plně obsáhl deset knih o pradžňápáramitě, šestnáct knih o vináji, pět o abhidharmě, sedm pojednání o medicíně, sanskrtský jazyk a různé umělecké studie; z nauky Vadžrajány si vybral Zamo Nang Döna a jeho komentář a kompletní text tantry Kálačakra. Mladistvý šamarpa vyjádřil přání vyzkoušet si své čerstvě nabyté vědomosti před nejlepšími mysliteli země. Učenci, kteří byli přizváni, vyjádřili úžas nad takovým kompletním vstřebáním ohromného množství látky někým tak mladým. S respektem a s obdivem před ním padli tváří k zemi a zvolali: „To je samotný mahábódhisattva Maňdžušrí.”
Šamarpa dále uplatňoval svou moudrost a inteligenci v institutu v Namringu, kde vyzval velmi vzdělané učence k jedenáctidenní debatě o Buddhových učeních.
Šamarpa se stal všeobecně uznávaným mistrem nauky Kagjü. Nepřetržitě působil ve třech oblastech prospěšné činnosti: v učení, meditaci a praktikování. Navštívil Čínu na pozvání čínského císaře, který se postaral o vytištění díla Kandžur (kompletní Buddhovy nauky), aby tak splnil přání svého učitele. Po svém návratu do Tibetu intronizoval šamarpa desátého Karmapu Čhöjinga Dordžeho. Šamarpa se stal jeho hlavním učitelem a předal mu učení linie Kagjü. Když se šamarpova pověst dostala až do Indie, pozvalo jej dvacet pět největších panditů, aby vyučoval dharmu v Bódhgáji. Nemohl jejich pozvání přijmout, ale odpověděl sanskrtsky jednotlivě každému z nich. Díky šamarpově obratné diplomacii byl odvrácen konflikt, neboť to vypadalo, že se Tibet řítí do občanské války. Požádal zemské vládce, aby dodržovali základní principy dharmy, čímž ušetřil mnoho nevinných životů.
Šamarpa odcestoval do Nepálu a svého pobytu tam dobře využil. Poskytl duchovní rady králi a navštívil mnoho svatých míst v zemi. Oprávněně uznávaní učitelé se poté, co přijali moudrost jeho učení, stali jeho žáky. Místem posledního setkání šestého šamarpy s karmapou byl Čhubar, místo v dřívějších dobách požehnané přítomností Milaräpy a Gampopy. Oběma bylo zřejmé, že se šamarpův život rychle chýlí ke konci, dokončili tedy předávání nauk Kagjü. Šamarpa po sobě zanechal mnoho realizovaných žáků různého původu, z nichž nejvýznamnějšími byl desátý Karmapa.